# トルペドグライダー
トルペドグライダー（Torpedo glider、滑空魚雷）は、第一次世界大戦時のドイツ帝国で開発された、ごく初期の誘導爆弾。

## 概要
1874年にヴェルナー・ジーメンスが発明した電気による航空機の無線操縦装置を元に、彼が設立したジーメンス社が彼の死後に開発したもの。製造はジーメンス・シュッケルト社で行われている。計画は1907年に開始され、1915年に形になった。
トルペドグライダーは魚雷を利用して制作された無人自爆グライダーであり、全長8,000 mのケーブルを介して電気信号による有線コントロールを行うことができた。ツェッペリン飛行船を母機とする。単葉型や複葉型、弾頭の炸薬量が異なるものなど、多くのサブタイプが制作されており、第一次大戦が終結した1918年11月の時点で計100発以上が生産されていた。
1917年夏に実戦投入され、陸軍が300 kgの爆薬を装備した「タイプ2」を、海軍が1 t魚雷を用いたものを使用しているが、戦果は確認されていない。